# Саттарлы, Мурад Муталлим оглы
Мурад Муталлим оглы Саттарлы (азерб. Murad Mütəllim oğlu Səttarlı; 9 мая 1992, Шамкир, Азербайджан) — азербайджанский футболист, полузащитник.

## Биография
Воспитанник московского ЦСКА, в составе «Карабаха» начал выступать с 2010 года. В дальнейшем на правах аренды защищал также цвета клубов МОИК (Баку), «Сумгаит» и «Симург».
В январе 2014 года по взаимной договоренности с руководством ФК «Карабах» расторг контракт и подписал полутарогодовое соглашение с закатальским «Симургом», где до этого выступал на правах арнеды.
В составе ФК «Карабах» провел в Лиге Европы УЕФА 4 игры в сезоне 2013/2014.

### Сборная Азербайджана
В 2010 году провел три игры в составе юношеской сборной Азербайджана до 19 лет. Дебютная игра состоялась 14 апреля 2010 года в турецком городе Эскишехир, в отборочном матче Чемпионата Европы против сборной Турции.

## Достижения
- Бронзовый призёр Чемпионата Азербайджана 2010/2011 годов.